# Волчино
Волчино (пол. Wołczyno) — село в Польщі, у гміні Грифиці Ґрифицького повіту Західнопоморського воєводства.
Населення — 63 особи (2011).
У 1975-1998 роках село належало до Щецинського воєводства.

## Демографія
Демографічна структура станом на 31 березня 2011 року:
|          | Загалом | Допрацездатний вік | Працездатний вік | Постпрацездатний вік |
| -------- | ------- | ------------------ | ---------------- | -------------------- |
| Чоловіки | 35      | 12                 | 23               | 0                    |
| Жінки    | 28      | 9                  | 19               | 0                    |
| Разом    | 63      | 21                 | 42               | 0                    |